# The Prince of Headwaiters

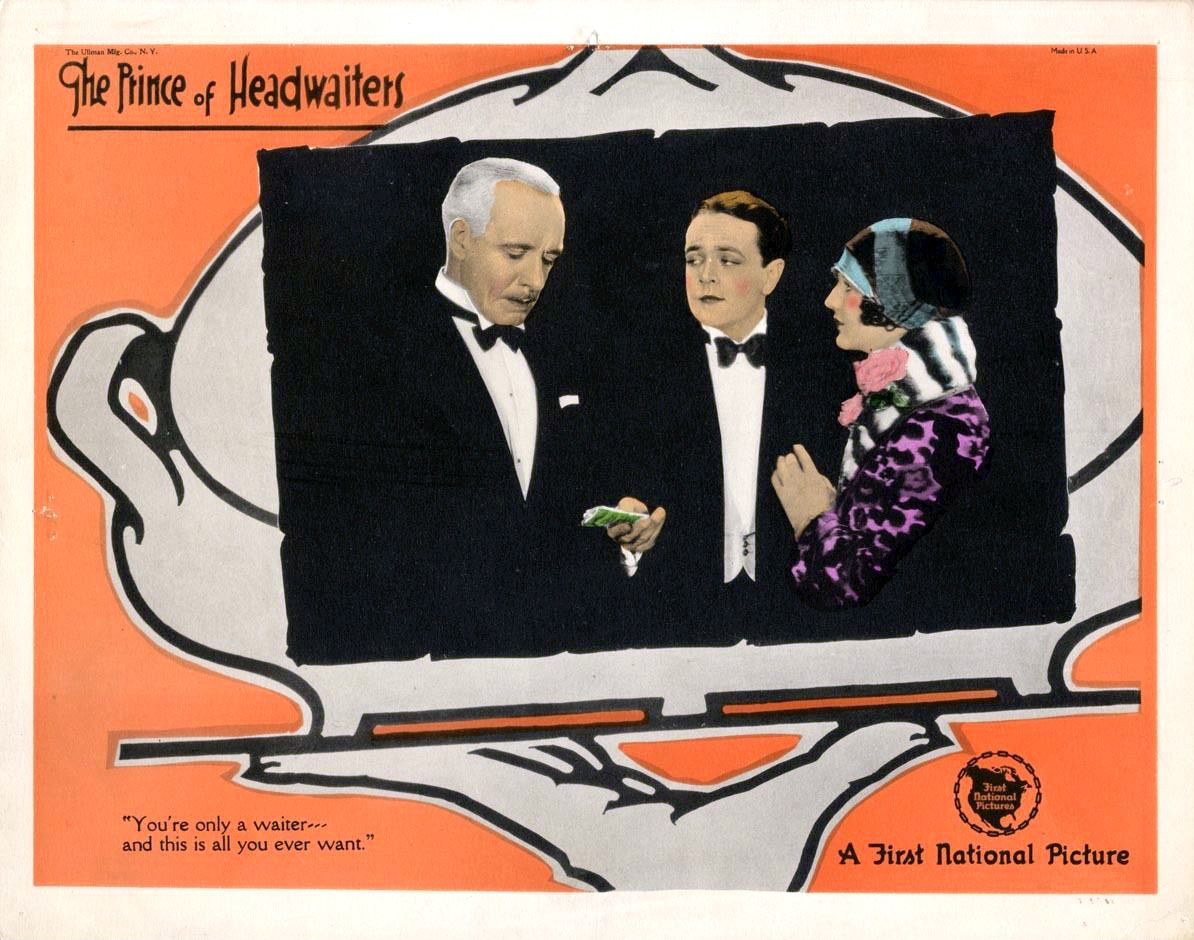
Carte promotionnelle du film.

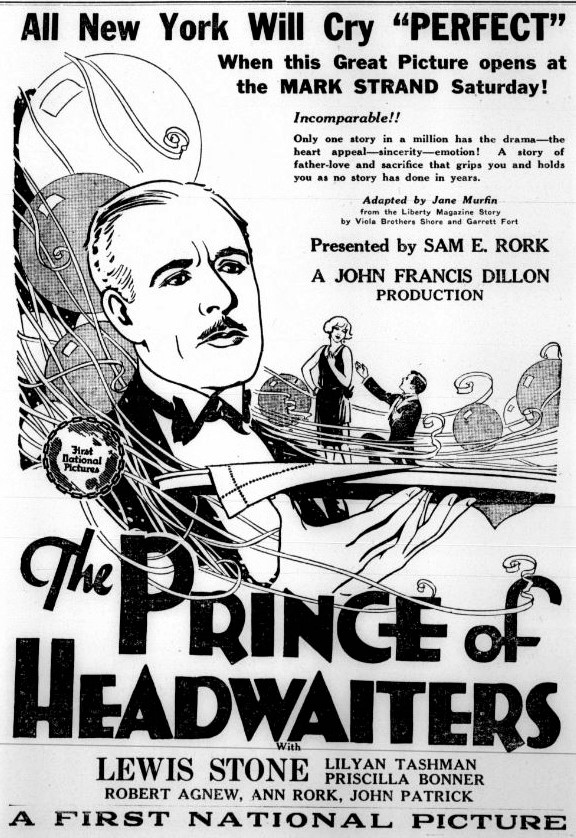
Annonce pour le film.

The Prince of Headwaiters est un film américain réalisé par John Francis Dillon, sorti en 1927.

## Synopsis
Un maître d'hôtel de l'Hôtel Ritz à Paris découvre que son fils, devenu riche grâce à sa mère, pourrait être victime d'un chantage.

## Fiche technique
- Réalisation : John Francis Dillon[1]
- Scénario : Jane Murfin[2] d'après The Prince of Headwaiters de Viola Brothers Shore et Garrett Fort[3]
- Producteur : Sam E. Rork
- Photographie : James Van Trees
- Distributeur : First National Pictures
- Durée : 70 minutes
- Date de sortie : 9 juillet 1927

## Distribution
- Lewis Stone : Pierre
- Priscilla Bonner : Faith Cable
- E. J. Ratcliffe : John Cable
- Lilyan Tashman : Mae Morin
- John Patrick : Barry Frost
- Robert Agnew : Elliott Cable
- Ann Rork : Beth
- Cleve Moore : College Boy
- Dick Folkens : College Boy
- Lincoln Stedman : College Boy
- Cecille Evans : Susanne
- Marion McDonald : Judy
- Nita Cavalier : Elsie